# Stigmella sclerostyla
Stigmella sclerostyla là một loài bướm đêm thuộc họ Nepticulidae. Nó được tìm thấy ở Arkansas và Ontario.
Sải cánh dài 4-4.4 mm. Con trưởng thành bay vào mid-June và đầu tháng 7. There are possibly two generations per year.
Ấu trùng ăn Quercus alba.Chúng ăn lá nơi chúng làm tổ. 